# Stan Stasiak
Pour les articles homonymes, voir Stasiak.
George Emile Stipich (né le 13 avril 1937 et mort le 19 juin 1997), plus connu sous le nom de Stan « The Man » Stasiak, est un catcheur canadien. Il est principalement connu pour son travail à la World Wide Wrestling Federation (WWWF) dans les années 1970.
Il commence sa carrière à la fin des années 1950 au Canada. Dans les années 1960, il travaille principalement à la Pacific Northwest Wrestling (en), une fédération de l'Oregon membre de la National Wrestling Alliance. Il y devient un des catcheurs les plus populaires de cette fédération en remportant à six reprises le championnat poids lourd et huit fois le championnat par équipes. En plus de cela, il apparait ponctuellement à la WWWF où il a un règne de neuf jours de champion poids lourd de la WWWF en décembre 1973. Il arrête sa carrière en 1984. Il meurt d'une crise cardiaque le 19 juin 1997. Il est le père du catcheur Shawn Stasiak.

## Jeunesse
George Emile Stipich fait partie d'une équipe de hockey sur glace de l'Association de Hockey Amateur du Québec. Il s'avère être très rugueux et très indiscipliné sur la glace.

## Carrière
George Emile Stipich commence sa carrière en 1958 à Montréal sous le nom d'Emile Koverly,. Peu de temps après ses débuts, le catcheur Billy Red Lyons (en) essaie de le décourager en lui disant de trouver un autre travail. Stipich part alors pour l'Ontario où il adopte le nom de ring de Stan Stasiak, un nom auparavant utilisé par un catcheur heel de cette province durant l'Entre-deux-guerres.

## Palmarès
- Maple Leaf Wrestling
  - 1 fois champion international par équipes de la National Wrestling Alliance (NWA) (version Ontario) avec Man Mountain Campbell[6]

- NWA All-Star Wrestling
  - NWA Canadian Tag Team Championship (Vancouver version) (2 fois) - avec Dutch Savage

- NWA Big Time Wrestling
  - NWA Brass Knuckles Championship (Texas version) (2 fois)
  - NWA Texas Heavyweight Championship (1 fois)
  - NWA Texas Tag Team Championship (1 fois) - avec Killer Tim Brooks

- NWA Western States Sports
  - NWA Brass Knuckles Championship (Amarillo version) (1 fois)

- National Wrestling Federation
  - NWF North American Heavyweight Championship (1 fois)

- Pacific Northwest Wrestling
  - NWA Pacific Northwest Heavyweight Championship (6 fois)
  - NWA Pacific Northwest Tag Team Championship (8 fois)
    - 1 fois avec Mad Russian
    - 1 fois avec Mighty Ursus
    - 1 fois avec Haru Sasaki
    - 1 fois avec Tony Marino
    - 1 fois avec Dutch Savage
    - 1 fois avec Buddy Rose
    - 2 fois avec Billy Jack Haynes

- Stampede Wrestling
  - NWA Canadian Heavyweight Championship (Calgary version) (3 fois)
  - Stampede North American Heavyweight Championship (1 fois)
  - Stampede Wrestling Hall of Fame

- World Championship Wrestling (Australie)
  - IWA World Heavyweight Championship (1 fois)

- World Wide Wrestling Federation
  - WWWF Championship (1 fois)